# Quaestura Exercitus
Die Quaestura Exercitus war eine Verwaltungseinheit des Oströmischen Reiches, die ihren Sitz in Odessus hatte. Sie wurde von Kaiser Justinian I. am 18. Mai 536 ins Leben gerufen.

## Geschichte
Die Quaestura Exercitus beinhaltete die früheren Römischen Provinzen von Moesia inferior (Niedermösien) und Scythia minor im Bereich der unteren Donau sowie die Provinzen Zypern, Karien und die Ägäischen Inseln (die Kykladen). Alle diese Provinzen wurden der Prätorianerpräfektur des Ostens entzogen und dem Kommando eines neu geschaffenen Amtes, genannt Quästor Exercitus („Quästor der Armee“), unterstellt. Die Befehlsgewalt des Quästor kam der eines Magister militum gleich. Da die strategisch wichtigen Provinzen an der Donau verarmt waren, bestand der Sinn der Quästura Exercitus darin, die dort eingesetzten Armeen mit Nachschub zu versorgen. Durch das Verbinden der Provinzen an der unteren Donau mit reicheren Provinzen gelang es Justinian, Nachschub über das Schwarze Meer zu transportieren. Diese territoriale Umstrukturierung befreite die verarmte Bevölkerung und verwüstete Gegend südlich der Donau vom Unterhalt der dort stationierten Truppen. Es besteht ein weitgehender Mangel an Informationen bezüglich der Geschichte der Quästura Exercitus. Da das Amt des Quästor noch während der 570er-Jahre existierte, scheint die Einrichtungen des Amtes von längerfristigem Erfolg gekrönt gewesen zu sein.
Letztlich überlebten die zur Quästura Exercitus gehörenden Provinzen die Invasionen der Slawen und Awaren der Balkanhalbinsel im siebten Jahrhundert jedoch nicht. Trotzdem gelang es einigen isolierten Festungen an der Mündung der Donau und entlang des Schwarzen Meers wegen des regelmäßigen Nachschubs von See her zu überleben. Es gibt außerdem Hinweise, dass die Flotte des Themas der Karabisianoi ursprünglich durch überlebende Heeresteile der Quästura geformt wurde. Bleisiegel aus der Provinz Moesia inferior und Scythia minor belegen die Existenz der Quästura Exercitus. Speziell zeigen dreizehn kaiserliche Siegel (neun davon aus der Zeit von Justinian I.), dass eine regelmäßige Kommunikation zwischen Beamten aus Scythia Minor und Konstantinopel stattgefunden hat.